# Петрово (міський округ місто Бор)
Петрово (рос. Петрово) — присілок в Борському міському окрузі Нижньогородської області Російської Федерації.
Населення становить 24 особи. Входить до складу муніципального утворення Міський округ місто Бор.

## Історія
Від 2010 року входить до складу муніципального утворення Міський округ місто Бор.

## Населення
| 2002 | 2010 |
| ---- | ---- |
| 23   | ↗24  |